# Tarawera River
Der Tarawera River ist ein Fluss in der Region Bay of Plenty auf der Nordinsel von Neuseeland.

## Geographie
Der Fluss hat seinen Ursprung im einzigen Abfluss des Lake Tarawera, der sich auf einer Höhe von 299 m befindet und nordwestlich des Vulkans Mount Tarawera liegt. Von dort aus verläuft der Fluss in einigen Bögen zunächst in nordöstlicher Richtung und schwenkt dann zwischen der Kleinstadt Kawerau und dem Vulkan Mount Edgecumbe in Richtung Norden. Seine anfängliche Mäanderform gibt der Fluss in der Ebene von Edgecumbe auf und fließt dann gradliniger seinem Mündungsgebiet, 2,5 km östlich des Dorfes Matata entgegen, wo er in die Bay of Plenty mündet.
Der Fluss besitzt eine Länge von 60 km, ein Wassereinzugsgebiet von 948 km2  und einen Wasserdurchfluss von 26,2 m3/s im Jahresmittel bei Awakaponga, rund drei Kilometer von der Mündung des Flusses entfernt.

## Tarawera Falls
Drei Kilometer nordöstlich des Ursprungs des Tarawera River befinden sich die Tarawera Falls, mehrere aus einer Felswand austretenden Wasserfälle, die eine Höhe von bis zu 65 m aufweisen. Die Felsen entstammen einem Lavafluss des Mount Tarawera, der vor rund 11.000 Jahren zu Bildung der Wasserfälle beigetragen hat.

## Verschmutzung des Flusses
In den 1990er Jahren hatten Einheimische Schilder mit der Aufschrift “Black Drain” („schwarzer Abfluss“) aufgestellt, um damit auf die Verschmutzung des Flusses hinzuweisen.
Der mit Abstand größte Verschmutzer des Flusses ist die Tasman Pulp and Paper Mill, die 1955 von der Norske Skog Tasman in Kawerau gegründet wurde und seit September 2018 in der Hand der norwegischen Firma NS Norway ist. Einer Publikation aus dem Jahr 1997 konnte entnommen werden, dass seinerzeit 160 Mio. Liter behandeltes Abwasser pro Tag der Papierfabrik, die Papier für die Zeitungsherstellung produziert, in den Fluss geleitet wurde und vor 1971 eine Reinigung des Abwassers sogar gänzlich unterblieb.
Zusätzlich zu den Einträgen der Papierfabrik kommen die Abwässer der Stadt Kawerau und die Belastungen durch die umliegenden Farmen am Unterlauf de Flusses hinzu. In einer Untersuchung zu der Farbgebung und der Sichtweite im Fluss, die im Juli und August 2007 sowie im Januar und Februar 2008 vorgenommen wurde, stellte der Autor fest, dass im Vergleich zu Messungen des Jahres 1993 sich die Durchlässigkeit von Licht im Wasser des Flusses an der betreffenden Messstelle um 50 % verbessert und die Farbe des Flusses sich von Blaugrün zu Dunkelbraun verändert hat, was auf veränderte Bleichprozesse in der Papierfabrik zurückzuführen ist. Doch als sauber kann das Flusswasser damit noch nicht gelten.